# Pakrac
Pakrac es un municipio de Croacia en el condado de Požega-Eslavonia. Su localidad más importante es Pakrac que se encuentra al noroeste de las montañas Psunj.

## Geografía
La ciudad homónima está a una altitud de 165 m s. n. m. a 127 km de la capital nacional, Zagreb.

## Demografía
En el censo 2021 el total de población del municipio fue de 7.095 habitantes, distribuidos en las siguientes localidades:
- Badljevina - 606
- Batinjani - 45
- Bjelajci - 0
- Branešci - 33
- Brusnik - 15
- Bučje - 13
- Cicvare - 0
- Cikote - 10
- Dereza - 10
- Donja Obrijež - 174
- Donja Šumetlica - 4
- Donji Grahovljani - 18
- Dragović - 44
- Glavica - 13
- Gornja Obrijež - 84
- Gornja Šumetlica - 32
- Gornji Grahovljani - 9
- Jakovci - 1
- Kapetanovo Polje - 25
- Koturić - 7
- Kraguj - 49
- Kričke - 5
- Kusonje - 255
- Lipovac - 0
- Mali Banovac - 16
- Mali Budići - 6
- Novi Majur - 80
- Omanovac - 88
- Ožegovci - 19
- Pakrac - 4.147
- Ploštine - 66
- Popovci - 3
- Prekopakra - 976
- Prgomelje - 0
- Rogulje - 1
- Srednji Grahovljani - 0
- Stari Majur - 16
- Španovica - 15
- Tisovac - 0
- Toranj - 68
- Veliki Banovac - 139
- Veliki Budići - 3

| Gráfica de población de la municipalidad de Pakrac 1857-2021        |
|                                                                     |
| Según los censos de población de la oficina estadística de Croacia. |

## Historia

### Desde la prehistoria al dominio turco
La historia de Pakrac y sus alrededores se remonta a la Edad de Piedra temprana, época de la que provienen los primeros hallazgos arqueológicos. Éstos hallazgos (hachas de piedra, adoquines, fragmentos de cerámica) al igual que los de la Edad del Cobre y de la de hierro se encuentran en el Museo Arqueológico de Zagreb.
Durante la época romana, esta región pertenecía a la Panonia Savia. Los hallazgos más importantes de esa época son las lápidas de Brusnik (conservadas en el Museo Arqueológico de Zagreb) y una lápida que pertenece a la Cohorte de Mauricio, encontrada en la aldea de Kusonje, que se conserva hoy en el Ayuntamiento de Pakrac.
Antecedentes de la temprana Edad Media de esta área son completamente desconocidos. Lo que se sabe de manera fiable es que a finales del siglo XII, la ciudad de Pakrac se convirtió en una fortaleza, probablemente gobernada por los templarios o los hospitalarios. La fortaleza medieval tenía una forma de cubículo irregular de cinco lados con una torre en cada esquina y una torre mayor de defensa. Era una de las más grandes de Eslavonia. Comenzó a destruirse cuando dejó de utilizarse con fines militares en 1750. Para 1923 estaba parcialmente conservada, pero una gran parte fue demolida y la última torre lo fue en 1960.
A lo largo de Eslavonia, durante la época de las Cruzadas, pasó un importante camino a Tierra Santa, lo que le dio una importancia particular durante el período por el paso de peregrinos y tropas. Pakrac es heredada por la Orden de los Hospitalarios.

### Dominio Turco

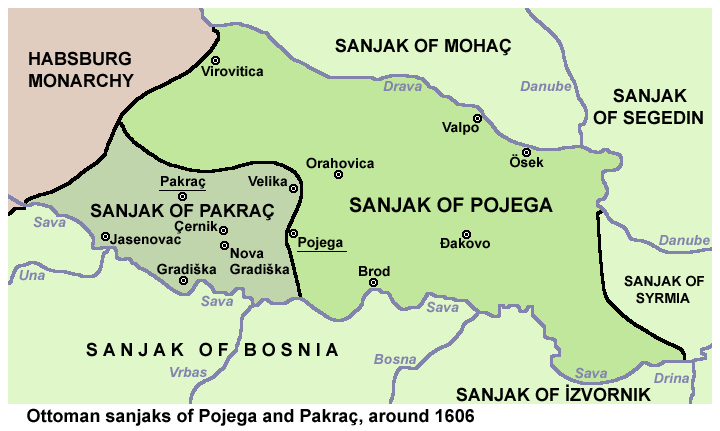
Snjaks otomanos de Požega y Pakrac alrededor de 1606.

En el siglo XVI, los otomanos atacaron el área varias veces. En 1543 cayó la fortaleza de Pakrac, comenzando su ocupación que duraría casi 150 años.
Dentro de la organización política del recientemente llegado Imperio Otomano, Pakrac pasó a depender del Sandžak (o Sanjak) de Bosnia hasta 1544. Ese año, los otomanos establecen el kadiluk (o distrito administrativo) en Velika, al cual le fue cedido este territorio. En la segunda parte del siglo XVI, se creó un kadiluk en Pakrac.  Entre 1552 y 1557 se creó, bajo dependencia administrativa de Bosnia, el Sandžak de Pakrac con su primera capital en Čazma hasta que en 1559 pasó a Pakrac.
El Sandžak de Pakrac constaba de catorce subdistritos o nahiye: Cernik, Drenovac, Pakrac, Bijela Stijena, Kunčevac, Šagovina, Bučje, Sirač, Dobra Kuća, Čaklovac, Stupčanica, Pakarski Sredel, Klokočevac y Podvrški. Cada subdistrito era un área separada que consistía de aldeas y zonas rurales.
Este período está marcado por fuertes cambios en la población por una importante migración proveniente de Bosnia que modificó su composición hacia una musulmana. Dentro del Sanjak de Pakrac no había grandes centros urbanos. Todo el Sanjak era predominantemente rural, por lo que los ejemplos de la vida urbana eran escasos. Los subdistritos más densamente poblados fueron Drenovac y Cernik. En general, la población del sanjak era sedentaria, aunque existe alguna evidencia de habitantes nómadas que se organizaron como comunidades o congregaciones separadas - (cemaat). Los habitantes musulmanes y no musulmanes vivían juntos. El Sanjak de Pakrac también estaba habitado por los judíos, pero su número no era significativo. Este dato indica que el área estaba habitada por los cristianos y judíos antes de la invasión otomana.
Con respecto a la economía del Sanjak de Pakrac, los mayores ingresos tributarios provenían de los impuestos y el trabajo en la agricultura concluyéndose que toda el área era predominantemente agrícola. Los principales cultivos eran trigo, cebada, avena y hortalizas, siendo el primero el que mayor ingresos tributarios proporcionaba. La cría de animales también estuvo presente en el área, pero no puede considerarse una de las principales fuentes de ingresos.
En 1691, Eslavonia fue liberada del dominio del Imperio Otomano por parte de los Austríacos. El tratado de Karlowitz de 1699 dio un fin al Sanjak de Pakrac al liberar los terri,torios al norte del Sava de la ocupación. Cuando los turcos se repliegan, la mayoría de la población musulmana abandonó estas áreas siendo repobladas por la migración de Bosnia y la del norte del territorio de Hungría. Así, en la ciudad de Pakrac y sus alrededores, se asienta una nueva población católica y ortodoxa.

### Dominio Austriaco
Durante el siglo XVIII se fortaleció el papel administrativo de Pakrac. En 1745 se convirtió en distrito al dividirse el condado de Požega en los distritos de Pakrac y Požega.
Después de ser liberado por la Corona Imperial, Pakrac estuvo bajo el mando militar por un corto tiempo y luego su regente fue el barón Imbsen, cuya viuda vendió al barón Trenko. En 1747, Trenk fue declarado culpable, el tribunal confiscó todas sus posesiones que luego vendió Pakrac y Podborje a Shandor Slavnik (de Szlavnicza). Este vendió la propiedad en 1760 a Antun Jankovic Daruvar.
Los Condes Jankovic Daruvar mantuvieron la propiedad desde 1760 por el lapso de cien años. Antun e Izidor Jankovic eran los mayores responsables del desarrollo local. Bajo el gobierno de Antun Jankovic, Pakrac se convirtió en el centro económico de un próspero señorío proporcionado una base estable para el auge económico en el siglo XIX. 
Antun intentó elevar el nivel económico del señorío de Pakrac (compuesto por 50 aldeas y un mercado, Pakrac) mediante el mejoramiento del ganado a través de su importación, la introducción de nuevos métodos de tratamiento de la tierra y la obtención de activos económicos en todo el país. Fue particularmente prominente en el desarrollo de árboles poseyendo 12000 especies el vivero de Majur. Construyó graneros para ganado, almacenes de grano, estanques, etc. Los esfuerzos del conde Antun Jankovic para mejorar la economía estimularon la llegada de expertos principalmente de Alemania. También promueve la cría de ganado equino estableciendo establos en las inmediaciones de Lipik. En la misma localidad, en el período comprendido entre 1820 y 1850 se levantan tres baños y en un edificio de un cuarto separado.
En este período se construyó la iglesia católica parroquial de la Asunción de la Santísima Virgen María (1761-1777) que, junto con la Iglesia ortodoxa, forma los dos edificios sacros dominantes del Barroco que se oponen a la antigua fortaleza por la cual este período comienza su período de destrucción.
Izidor fue heredado por Julia Jankovic como un político, patriota y caridad de alto rango, pero una mala economía. Julia vendió sus propiedades en 1861 y la familia se muda a Austria.
La edad de oro de Pakrac, Lipik y sus alrededores fue desde 1885 a la Primera Guerra Mundial. En ese momento se construyó la línea ferroviaria Barcz (Hungría) - Pakrac - Banova Jaruga (1895-1897) lo que permitió la penetración de capital extranjero. En ese período, un gran número de inmigrantes de otras regiones austro-húngaras arribaron al área como obreros y artesanos que trabajan en la construcción de ferrocarriles o como minoristas que abren sus tiendas en Pakrac.
En el año 1861 se construyó la primera central eléctrica. Pakrac tenía entre 1875 y 1880 tenía 256 casas y 1757 habitantes. En 1910 se incrementó a una población de 3254.
Existían 63 familias judías en la ciudad de Pakrac cuando la sinagoga local fue abierta. En el año 1940 el número de judíos era de 99. Todos murieron durante el Holocausto.
Al inicio del siglo, Pakrac perdió sus características rurales y se convirtió en un verdadero entorno urbano, una ciudad de artesanos y comerciantes, muchos de los cuales eran inmigrantes de la República Checa, Eslovaquia, Austria y Hungría. También había una sinagoga construida en la ciudad en 1875 y demolida en 1941.

#### Eparquía
En 1699 se creó la Eparquía Ortodoxa de Pakrac. En el año 1705, era responsable de toda la Eslavonia y más tarde también de la parte norte de Croacia, incluidas las ciudades de Zagreb, Bjelovar y Varaždin. Fue construido el Palacio Episcopal (Vladikín dvor), originalmente era una iglesia de madera y la iglesia de la catedral episcopal de Santa Trinidad (entre 1757 y 1768). La Eparquía de Pakrac se convirtió en propietaria de grandes participaciones en esta área en los próximos dos siglos y tuvo un impacto significativo en el desarrollo del futuro asentamiento.

### Segunda Guerra Mundial
La lucha en Pakrac y sus alrededores fue violenta durante toda la guerra. Los bandos enfrentados fueron, por un lado las tropas Ustaša y Guardia Nacional Croata (luego integrados en el Ejército Croata) con apoyo alemán contra los partisanos comunistas. El enfrentamiento se inició al poco tiempo de la invasión del Eje en 1941 y finalizó en la zona en abril de 1945. 
La lucha tuvo un condimento, mayor a su inicio: las tensiones interétnicas entre croatas y serbios que se habían manifestado entonces en gran parte del territorio yugoslavo. 
La liberación de la ciudad comenzó el 13 de septiembre de 1944 por parte de la 40 División Partisana. En la noche, el comando de la División ordenó que las unidades que presionaban Lipik, ocupen esa localidad.

### Posguerra
En los años posteriores a la Segunda Guerra Mundial, los restos de la antigua fortaleza se destruyeron y se construyó en el lugar el edificio del municipio. En este período, una gran cantidad de edificios históricos fueron destruidos. En general, fue un período de falta de atención y abandono de la historia y la cultura de la región. Un pequeño cambio fue hecho por la fundación del Museo en 1954/55 en un antiguo edificio municipal.
La ciudad se expandió arquitectónica y urbanamente en todas las direcciones, pero el viejo núcleo logró mantenerse hasta la Guerra de la Independencia de Croacia

### Guerra de Croacia

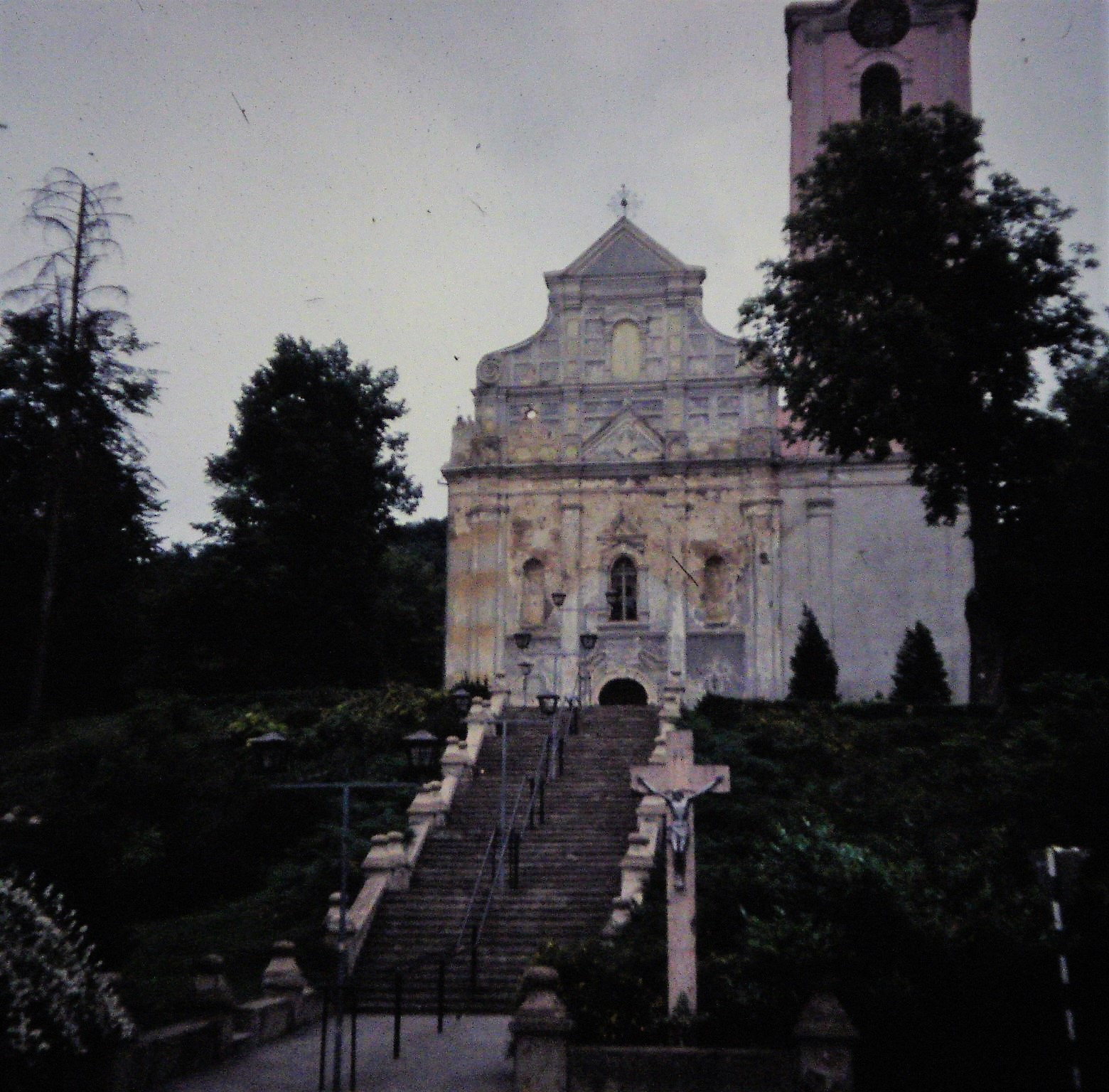
Iglesia Católica de Pakrac dañada por la guerra de 1991. Toma año 1994

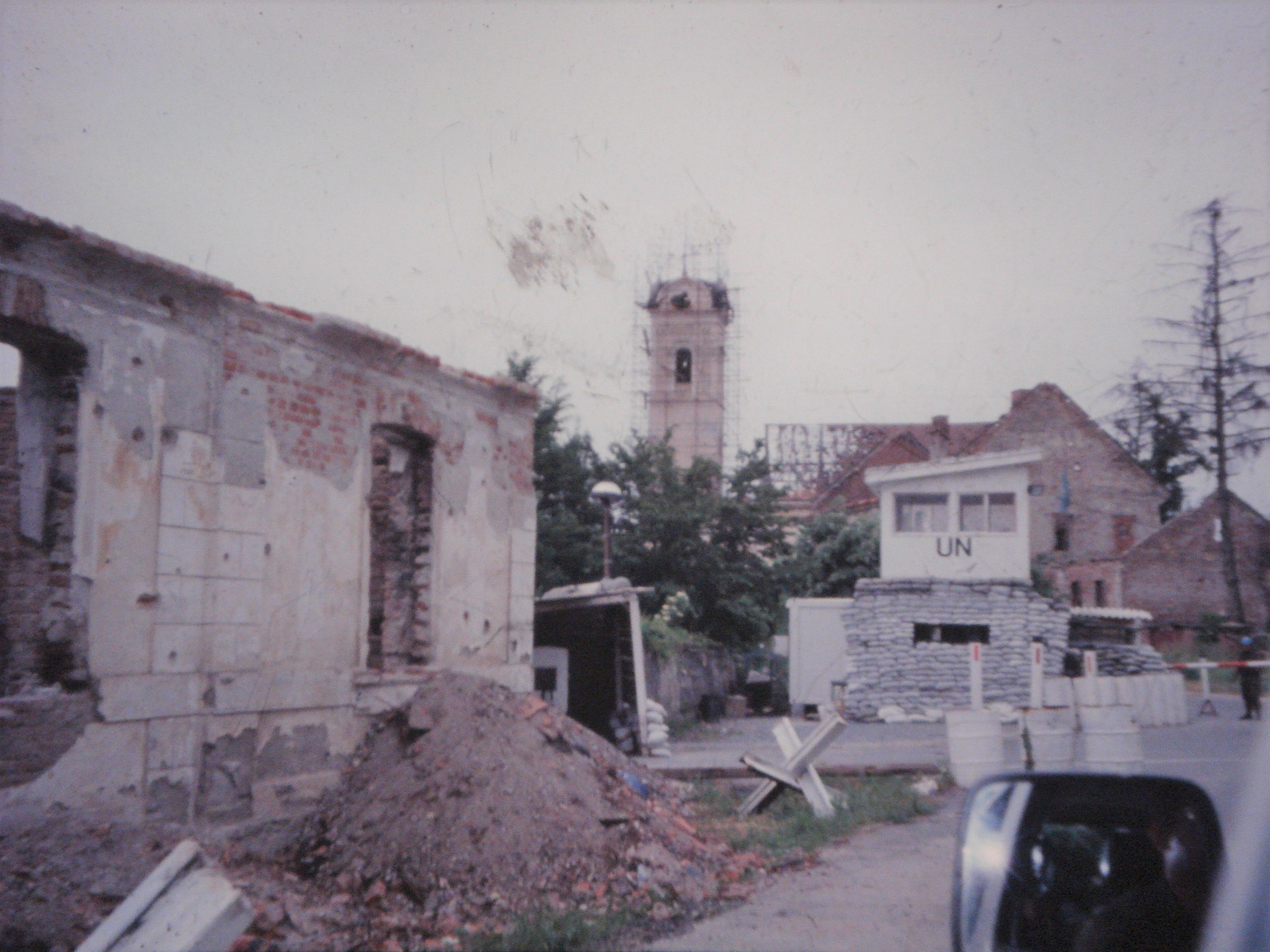
Check Point de UNPROFOR (WA-14) en el interior de la ciudad de Pakrac (separaba Pakrac del barrio Gavrinica). 1992/95.

Antes de la guerra de 1991, la municipalidad y la localidad de Pakrac tenían mayoría serbia como se puede observar más arriba. Dicha comunidad se levantó contra el gobierno croata, en contra de la separación de Yugoslavia, primero el 1 de marzo (Enfrentamiento de Pakrac en marzo de 1991) y luego el 17 de agosto de ese año. 
Con el levantamiento de las aldeas serbias, la mayoría de su superficie quedó en poder serbio excepto algunos puntos fuertes como Prekopakra, parte de Pakrac (ciudad) y Lipik (ciudad). Ese día 17 comenzó un conflicto armado de gran virulencia hasta el alto el fuego acordado en Sarajevo que comenzó a regir el 3 de enero de 1992. Sin embargo, los disparos siguieron siendo frecuentes. Como producto de ese enfrentamiento, se produce una disminución del área bajo poder serbio quedando estos al sur de la ruta Lipik - Pakrac - Španovica.

#### Presencia de Naciones Unidas (UNPROFOR) en la localidad
Luego del alto al fuego, se estableció en el municipio una serie de fracciones de tropas de Naciones Unidas asegurando la desmilitarización del sector. Pakrac había quedado dividida por una línea que pasaba de norte a sur al este de la actual sede del ayuntamiento quedando bajo dominio serbio el barrio de Gravrinica.
Los contingentes en la zona pertenecieron inicialmente al Ejército Canadiense, luego al Argentino y luego al Jordano y Argentino. 

#### Reinicio de las Operaciones
El 1 de mayo, a raíz de un incidente ocurrido en proximidades de Okucani, Croacia inició una acción ofensiva denominada Operación Bljesak. La misma permitió la ocupación de todo el territorio bajo poder serbio. La última área en ser ocupada por el barrio de Gravrinica del ejido de Pakrac el 4 de mayo.